# Школа Варвакіос
38°00′04″ пн. ш. 23°45′59″ сх. д. / 38.00111° пн. ш. 23.76639° сх. д.
38°00′04″ пн. ш. 23°45′59″ сх. д. / 38.0011° пн. ш. 23.7664° сх. д.

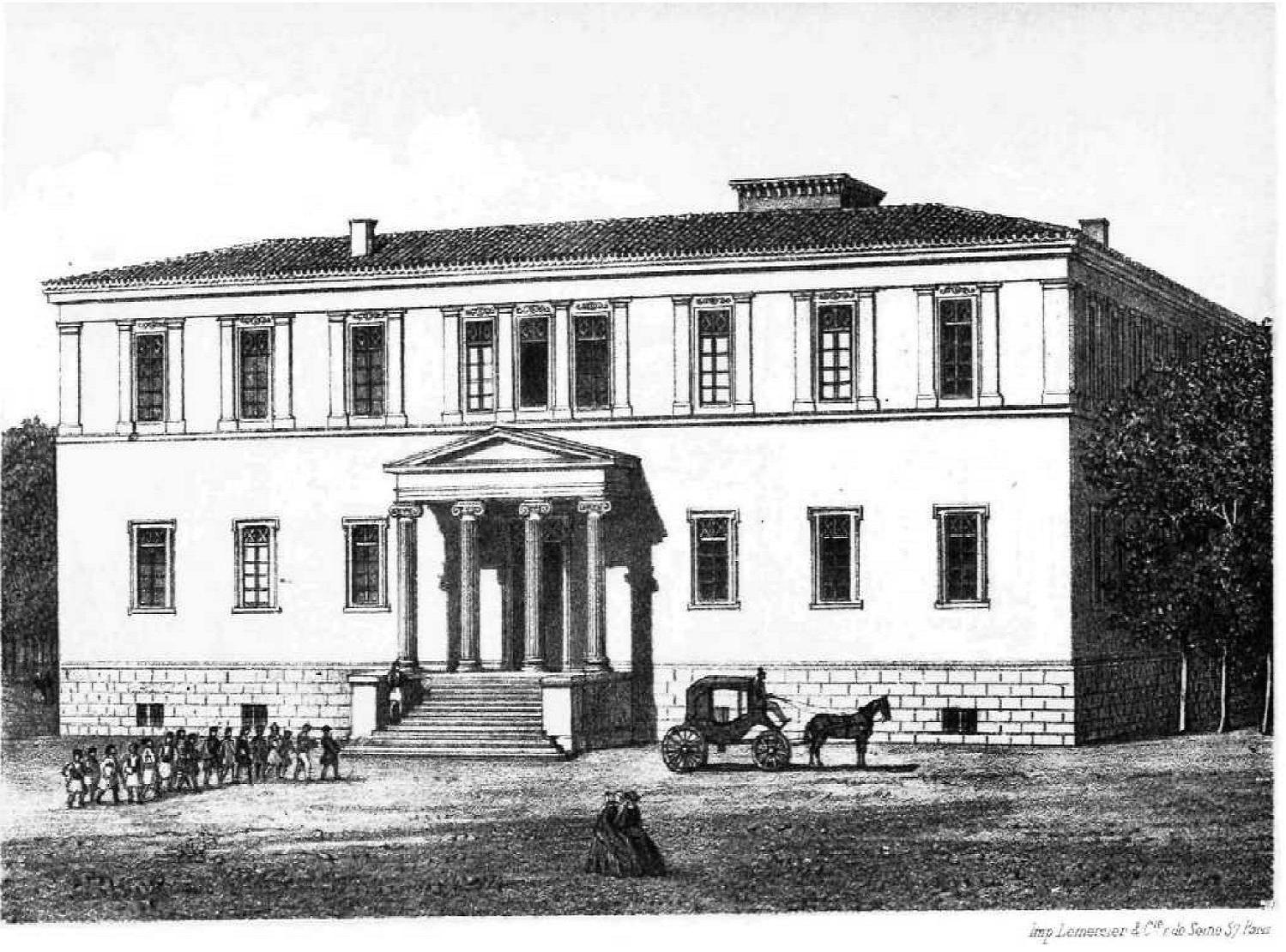
Будівля школа, зведена за заповітом Іоанніса Варвакіса

Школа Варвакіос, повна назва Стандартна школа Варвакіон (грец. Βαρβάκειος Πρότυπος Σχολή), або Варвакіон — одна з перших шкіл у Грецькій Республіці, відкрита 1860 року в будівлі, зведеній за кошт національного благодійника Іоанніса Варвакіса і названа на його честь.

## Історія
Будівля школи розташовувалася на місці сучасного ринку Варвакіос Агора по вулиці Афінас. Школа діяла в ній до 1944 року, коли будівлі було завдано значної шкоди в ході Громадянської війни в Греції. З того часу школа розташовувалася послідовно в інших будівлях в Афінах по вулиці Колеттіс, вулиці Акадіміас, вулиці Трикупі та Арахова. Будівлю Варвакіса знесли 1955 року. З 1982 року і дотепер Вища експериментальна школа Варвакіос розміщується у Палео-Психіко.
Серед учнів школи Варвакіос низка впливових греків: журналіст і письменник Фредді Германос, політики Теодорос Пангалос, Ставрос Дімас, Александрос Пападіамантіс, антикознавець Дімітріос Цибукідіс та інші. Багато відомих імен і серед викладачів школи, зокрема Петрос Тангос, Алкіноос Мазіс, Ахіллес Тзартзанос, Іоанніс Маргазіотіс.

## Цікаві факти
- Поблизу будівлі Варвакіса, зведеної для школи, була знайдена найточніша копія Афіни Парфенос роботи геніального Фідія, створена в римську добу з мармуру, близько першої половини 3 століття. Ця скульптура носить назву Афіна Варвакіон.